# Madeleine Pelletier
Vous lisez un « bon article » labellisé en 2016.
Pour les articles homonymes, voir Pelletier.
Madeleine Pelletier, née Anne Pelletier, le 18 mai 1874 à Pariset morte le 29 décembre 1939 à Épinay-sur-Orge, est en 1906 la première femme médecin diplômée en psychiatrie en France. Elle est également connue pour ses multiples engagements politiques et philosophiques et fait partie des féministes les plus engagées au regard de la majorité des féministes françaises du XXe siècle.
Elle interrompt très jeune ses études et fréquente dans son adolescence les groupes socialistes et anarchistes qui forment les idées qui restent les siennes jusqu'à sa mort. À vingt ans, elle décide de reprendre ses études malgré sa pauvreté, et parvient à devenir médecin. Cette réussite sociale ne la satisfait cependant pas et elle multiplie ses engagements dans la société. En 1906, elle est initiée franc-maçonne, est choisie comme présidente d'une association féministe et devient membre de la Section française de l'Internationale ouvrière (SFIO). Au sein de la franc-maçonnerie comme à la SFIO, elle cherche à faire avancer la cause des femmes. Ses prises de position lui valent de fortes inimitiés au sein même de sa famille politique ou dans les rangs de la franc-maçonnerie. Les tentatives de mise à l'écart dans ces deux groupes l'incitent à se rapprocher des mouvements anarchistes et à changer de loge maçonnique.
En 1917, elle s'enthousiasme pour la révolution d'Octobre en Russie et entreprend un voyage plein d'espérance pour admirer la réalisation de son idéal. Toutefois, la situation catastrophique du pays la fait déchanter, bien qu'elle conserve toujours la foi dans l'« idéal communiste ». Rentrée en France, elle reprend la lutte pour une société communiste avec des libertaires. Elle combat aussi la montée du fascisme sans cesser son combat féministe.
Pour faire connaître ses idées, elle écrit de nombreux articles, publie des essais, des romans et des pièces de théâtre. Cet activisme est brisé en 1937 lorsqu'un accident vasculaire cérébral la rend hémiplégique. Elle reprend ses combats malgré son handicap à l'issue de sa convalescence. En 1939, elle est inculpée pour avoir pratiqué un avortement, mais ses accusateurs se rendent compte que son état physique ne lui permettait pas de réaliser cet acte. Ils la déclarent tout de même dangereuse pour elle-même et pour autrui, et la font interner en asile psychiatrique, où sa santé physique et mentale se détériore. Elle meurt d'un second accident vasculaire cérébral, le 29 décembre 1939.

## Biographie

### Jeunesse

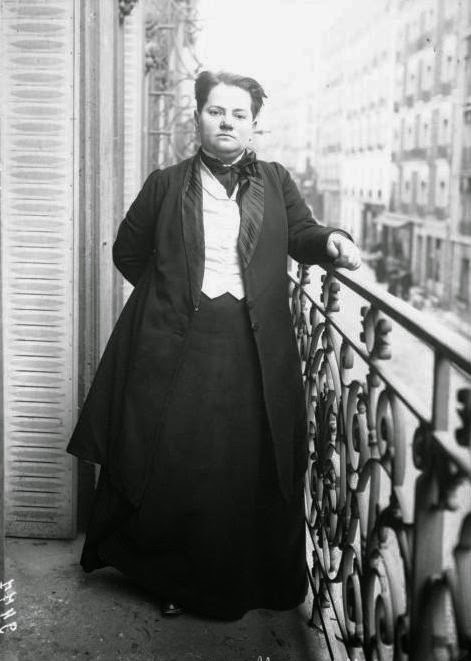
Madeleine Pelletier.

Anne Pelletier naît à Paris le 18 mai 1874 dans une famille pauvre. Son père, Louis Pelletier, ancien cocher de fiacre, reste paralysé après un accident vasculaire cérébral en 1878. Sa mère, Anne Passavy, marchande de légumes, née de père inconnu, peu aimante, royaliste et très croyante, est accaparée par les soins à donner à son époux malade, par la tenue de la boutique familiale de fruits et légumes, située dans un quartier pauvre, rue des Petits-Carreaux et par ses douze grossesses. La famille est cependant peu nombreuse car seuls survivent Madeleine et un frère aîné, Louis. Après le départ de celui-ci, Anne vit à partir de ses dix ans en enfant unique, puis dès ses quinze ans seule avec sa mère à la suite du décès de son père.
Son enfance est malheureuse et il semble que ses opinions politiques et philosophiques se soient construites en opposition avec celles de sa mère. À l'âge de douze ans, elle arrête ses études. Elle s'intéresse à la politique et dès treize ans assiste le soir à des réunions. Vers ses quinze ans, elle fréquente les cercles anarchistes. Bien qu'elle soit déçue par ceux-ci, elle retire de leur fréquentation la compréhension de la nécessité de l’instruction. Elle décide alors de passer seule le baccalauréat. C'est lorsqu'elle devient une adulte, à une date indéterminée, qu'elle prend pour prénom Madeleine. Sa mère continue à la loger, mais refuse de payer ses livres. La mort de cette dernière, peu de temps après, accentue les difficultés pour Anne. Celle-ci trouve un soutien chez Charles Letourneau. Il se prend d'affection pour Madeleine et lui assure un soutien financier et intellectuel.
En 1896, elle passe la première épreuve du baccalauréat alors qu'elle a vingt-deux ans. Elle réussit l'épreuve de justesse avec 90 points sur 160 qui est la note minimale pour accéder à la seconde partie de l'épreuve. En 1897, elle réussit brillamment à celle-ci, avec une note de 90 points sur 120, qui lui vaut la mention « Très Bien ». Elle s'inscrit ensuite au PCN (Certificat d'études physiques, chimiques et naturelles) afin de devenir médecin. En 1901, elle devient interne suppléante à l'asile de Villejuif et, à l'automne 1902, elle assume la fonction d'externe à la maison d'accouchements Baudelocque. Toutefois, son intérêt se porte sur l'anthropologie, domaine où brillent alors des médecins.

### Années d'études de médecine
Madeleine Pelletier se tourne vers l'anthropologie et étudie le rapport entre la taille du crâne et l'intelligence selon les théories de Paul Broca qui font alors autorité. Elle travaille ensuite avec Charles Letourneau et Léonce Manouvrier. Ces présupposés confirment l'opinion courante de la supériorité de l'intelligence de l'homme sur celle de la femme et elle peine à les combattre. Imprégnée de cette doxa, elle cherche à relativiser les mesures crâniennes des femmes en supposant une épaisseur moindre de leurs os. Par ailleurs, elle adhère à l'idée d'une supériorité de la « race blanche » supposément prouvée par des mesures crâniennes. Finalement, contestant l'idée selon laquelle l'intelligence serait proportionnelle au volume du crâne qui sous-tendait celle d'une infériorité intellectuelle de la femme, elle rompt avec l'anthropologie. En novembre 1902, elle veut s'inscrire au concours des internats des asiles mais cela lui est refusé au titre que ce concours est réservé aux personnes jouissant de leurs droits politiques. Les femmes, n'ayant pas le droit de vote, en sont donc automatiquement exclues,.
Madeleine Pelletier met alors tout en œuvre pour que cette règle soit abolie. Soutenue par le quotidien féminin La Fronde et par les membres du jury qui la connaissent, elle est finalement autorisée à passer le concours en 1903. Cette même année, elle soutient sa thèse intitulée L'Association des idées dans la manie aiguë et dans la débilité mentale. En 1906, elle devient la première femme médecin française diplômée en psychiatrie,,.

### Années de luttes

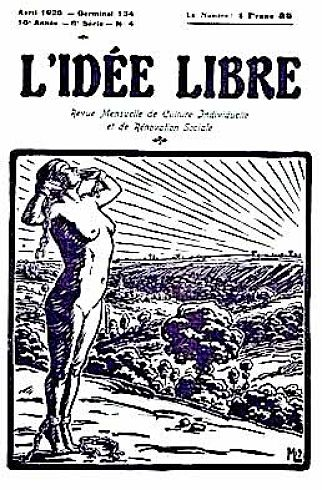
L'Idée libre, avril 1926.

Pendant quatre ans, elle est interne des asiles psychiatriques de la Seine, d'abord au centre hospitalier Sainte-Anne, puis à l'asile de Villejuif avec sa collègue Constance Pascal qui est admise la même année (année académique 1902/1903) à l'internat en psychiatrie. Durant cette période, elle écrit de nombreux articles publiés dans des revues scientifiques, et elle est initiée en franc-maçonnerie, en 1904, où elle restera jusqu'à sa mort malgré de nombreux heurts avec d'autres adhérents.
À partir de 1906, elle se consacre à la psychiatrie. En mars de cette année, elle échoue au concours d'adjuvat et devient médecin des Postes dans le 14e arrondissement de Paris. Comme son cabinet est peu fréquenté, elle s'inscrit sur la liste des médecins de nuit. Elle peut donc être appelée à tout moment et surtout pour s'occuper des plus pauvres, accompagnée par un agent de police. Elle déménage plusieurs fois mais toujours dans des quartiers pauvres. Cette même année, elle devient la présidente du groupe féministe « La solidarité des femmes » fondé par Eugénie Potonié-Pierre et dirigé jusqu'alors par Caroline Kauffmann. Elle y est très bien accueillie, mais elle peine à y insuffler un activisme revendicatif.
Elle adhère à la SFIO (Section française de l'Internationale ouvrière) et se rapproche de la mouvance guesdiste avant de devenir un membre influent du courant hervéiste. En 1909, elle devient membre de la commission administrative permanente de la SFIO et lorsqu'en automne de cette année Gustave Hervé est arrêté, elle le remplace au sein de cette instance dirigeante. En 1910, elle se propose pour être candidate aux élections législatives et municipales mais les instances dirigeantes lui assignent un canton impossible à gagner. Même si son résultat est supérieur à celui du précédent candidat socialiste, elle est sévèrement battue à ces élections.
Cependant, tout cet activisme ne la satisfait pas et déçue par les féministes et des socialistes, elle connaît à partir de 1910 une période de découragement. Elle abandonne le courant hervéiste, voyant en Gustave Hervé un faux révolutionnaire. De plus, ses idées sur l'avortement et la disparition souhaitable de l'institution familiale heurtent les membres de la SFIO et isolent Madeleine Pelletier dans le parti. Elle s'éloigne de la SFIO et se rapproche des anarchistes qui partagent certaines de ses idées sur l'avortement, le néomalthusianisme et l'antimilitarisme bien qu'elle ne soit pas d'accord sur l'essentiel, à savoir la possibilité d'une société sans État. De 1912 à 1924, elle collabore irrégulièrement à la revue libertaire L'Idée libre. S'ouvre une période difficile durant laquelle se mêlent ses déconvenues politiques et féministes et des problèmes financiers. Elle déménage plusieurs fois et est cambriolée. En janvier 1914, elle commence à publier des articles dans Le Libertaire auquel elle collabore jusqu'au début de la guerre et auquel elle revient de 1919 à 1921.
Lorsque la Première Guerre mondiale éclate, elle propose ses services dans une unité médicale sur le front puis en tant qu'infirmière. Cependant, elle est dans les deux cas rejetée. Elle travaille alors pour la Croix-Rouge, en assistant les soldats de tous pays combattants. En septembre 1914, elle se rend sur le champ de bataille de la Marne et en revient encore plus antimilitariste et découragée par « la bêtise de l'être humain ». Ce pessimisme la détourne de l'action militante et elle préfère se consacrer alors à la médecine et la science.

### Années communistes
En décembre 1920, le congrès de Tours de la SFIO marque la scission entre les communistes, qui se rallient à la IIIe Internationale communiste, et les socialistes, partisans de la IIe. Madeleine Pelletier, enthousiasmée par la révolution russe, rejoint alors les communistes même si, dans ce nouveau parti, elle retrouve ses anciens adversaires. En 1920, elle commence à écrire des analyses d'ouvrages de Lénine ou Trotsky pour le journal La Voix des femmes, journal féministe et socialiste qui après le congrès de Tours soutient le parti communiste. Cependant au sein de la rédaction se heurtent les féministes et celles qui voient dans le soutien au communisme le moyen d'arriver à l'égalité des hommes et des femmes. Pelletier fait partie du premier groupe. Lorsque la conférence des femmes de la IIIe Internationale se tient à Moscou le 11 juin 1921, elle doit laisser sa place à Lucie Colliard qui fait partie de la seconde mouvance. Cependant, comme elle veut voir de ses yeux les « réalisations » de la Russie soviétique (notamment en matière d'égalité des sexes), elle entreprend de s'y rendre seule et clandestinement en juillet 1921. Ce voyage est une déception car la réalité (famine, pauvreté, inquisitions policières, etc.) ne correspond en rien au monde rêvé,. Néanmoins, Pelletier continue à croire au rêve communiste et trouve des explications aux maux de la Russie (guerre contre les puissances capitalistes, apathie de la population, etc.). Revenue, à l'automne 1921, en France, elle raconte son voyage dans La Voix des femmes à partir du 17 novembre. Le journal déplaît trop au parti communiste qui souhaite en avoir le contrôle. Comme cela n'est pas possible le parti crée un nouveau journal, L'Ouvrière, auquel Madeleine Pelletier participe entre juillet 1923 et juillet 1924. Elle écrit aussi des articles pour des journaux anarchistes dont Le Semeur de Normandie dans lequel, en novembre 1923, elle condamne la politique de terreur défendue par Léon Trotski. Elle est de plus en plus en désaccord avec le parti communiste qu'elle quitte en 1926. Bien qu'elle reconnaisse des avancées pour le peuple en Russie soviétique et qu'elle croie toujours dans l'idéal communiste, elle voit dans le bolchevisme un très grave échec.

### Dernières années
Après son départ du parti communiste, elle fréquente la mouvance anarchiste. Dans le même temps, sa situation matérielle s'améliore puisqu'elle peut s'acheter une maison à Gif-sur-Yvette, passer son permis de conduire et s'acheter une voiture. Malgré ces changements, elle continue à mener une vie publique et militante. Ainsi, elle écrit dans plusieurs journaux et participe à des débats sur le féminisme, le communisme, etc. Ces années sont aussi marquées par ses premières prises de position contre le fascisme montant. Elle prend position, dès 1925, contre le fascisme de l'Italie mussolinienne mais aussi celui promu par des groupuscules nationalistes français. Ainsi, elle dénonce en janvier 1928 lors d'une conférence, le Parti socialiste national fondé par Gustave Hervé, son ancien camarade de la SFIO.
En 1927, elle collabore au journal de gauche Plus loin qu'elle quitte en 1930, avec de nombreux autres auteurs. Elle rejoint alors le projet de Sébastien Faure d'Encyclopédie anarchiste, publiée en 1934, pour laquelle elle rédige sous la signature de « Doctoresse Pelletier », l'article Internement où elle dénonce les internements abusifs ainsi que les articles  dédiés à la famille, à la maternité, à l'enseignement, au féminisme, à l'infanticide, à la laïcisation, au marxisme et au Parti communiste.
Bien qu'elle n'appartienne plus au parti, elle reste communiste et, en 1932, elle adhère au Parti d'unité prolétarienne, fondé par Paul-Louis et dont les membres sont surtout des exclus ou des déçus du parti communiste. Elle y devient secrétaire de la commission des femmes, rôle qu'elle avait toujours refusé dans les autres partis. La même année, elle est invitée par Henri Barbusse à faire partie du comité directeur du Mouvement contre la guerre impérialiste et elle participe au congrès qui se tient à Amsterdam du 27 au 30 août. Ceci débouche en 1933 sur son adhésion au Mouvement Amsterdam-Pleyel qui regroupe les participants à ce congrès et ceux du congrès européen contre le fascisme et la guerre qui se réunit du 4 au 6 juin à la salle Pleyel de Paris. Si l'écriture d'articles est une constante pour défendre ses idées, elle présente aussi celles-ci dans des œuvres de fiction. Ceci se voit, par exemple, en 1933, lorsqu'elle publie un roman autobiographique, La Femme vierge, et un récit utopique, La Vie nouvelle, qui lui sert à décrire son idéal communiste.
Son militantisme malthusien lui vaut de sérieuses inimitiés et en 1933, elle est accusée d'avoir pratiqué un avortement. Cependant, les charges sont finalement abandonnées et elle n'est pas poursuivie. Malgré de tels soucis, elle ne cesse de militer pour ses idées et c'est finalement son corps qui va l'obliger à interrompre un temps ses combats. En effet, à la fin de 1937, devenue hémiplégique, elle doit recourir pour survivre à des appels au don de la part de ses amis du club du Faubourg.
En 1939, dans un climat de chasse aux faiseuses d'anges, elle est arrêtée pour avoir participé à l'avortement d'une fille de 13 ans violée par son frère. Elle clame son innocence. Compte tenu de son état de santé (paralysie), le tribunal admet qu’elle n’a pas pu pratiquer cet avortement. Cependant elle est jugée comme « un danger pour elle-même, pour autrui et pour l’ordre public » et condamnée à être internée d'office d'abord à Sainte-Anne puis à Épinay-sur-Orge,. Le 29 décembre, elle meurt d'un accident vasculaire cérébral. Elle est enterrée au cimetière de Perray Vaucluse à Épinay-sur-Orge.

## Engagements

### Féminisme

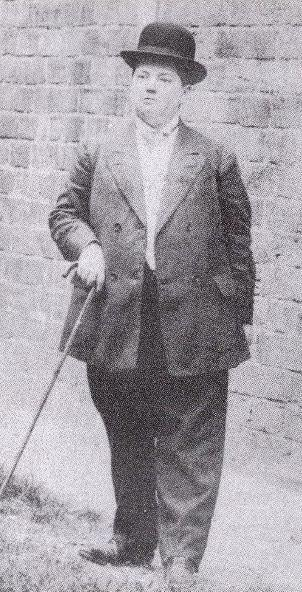
« Un chapeau melon, un costume d'homme et une canne, qui lui donnent un faux air d'Oliver Hardy. » (Hélène Soumet).

Madeleine Pelletier fait partie des féministes les plus combattantes et, au regard de la majorité des féministes françaises qu'elle côtoie, une des plus jusqu’au-boutistes. En 1906, elle est choisie comme présidente de « La solidarité des femmes » mais elle regrette la frilosité des femmes membres de l'association. Elle lie la réflexion et l'action. Ainsi en 1907, elle écrit La Femme en lutte pour ses droits et met en pratique ses idées en jetant des cailloux sur les vitres d'un bureau de vote. Cette action complète celle d'Hubertine Auclert qui, une semaine avant, avait renversé une urne. Ces deux incidents sont les seuls moments de violence de la lutte féministe de la première vague en France. En décembre 1907, elle fonde la revue La Suffragiste. Toujours prête au combat, elle représente « La solidarité des femmes » en 1908 aux manifestations des féministes anglaises à Hyde Park pour le suffrage des femmes. Elle est impressionnée par le nombre de manifestantes et leur détermination qui va jusqu'à la violence et qui lui fait regretter d'autant plus la prudence des féministes françaises,.
Féministe radicale, elle pense que pour que les femmes s’engagent un jour dans des activités politiques radicales, il faut qu’elles n’aient pas été privées a priori du droit de vote. De même qu’il faut, pour qu’elles adoptent une nouvelle morale sexuelle, leur donner les moyens de leur indépendance économique. Ainsi, elle réclame une égalité complète entre les deux sexes et prône le service militaire pour les femmes. Si elles apparaissent aptes à défendre leur patrie, il sera impossible alors de leur refuser leurs droits politiques. Elle défend cette idée dans le journal de Gustave Hervé qui est alors pacifiste et avec lequel elle s'oppose violemment.
Les femmes dans la société sont subordonnées aux hommes parce que dès leur naissance, elles sont forcées à l'être. Madeleine Pelletier est l'une des premières féministes à aborder la notion de genre et à en faire l'une des causes de l'inégalité des sexes. La société établit un universel masculin, dominateur, qui amène le féminin à n'être qu'une particularité inférieure. Seule l'égalité, et entre autres l'égalité politique, peut permettre de mettre un terme à cette situation. Les femmes ne doivent donc plus se sentir naturellement inférieures, comme l'ensemble de la société, dans toutes les classes sociales, le leur impose. Cela seul leur assurera leur libération. Pour parfaire cette autonomisation des femmes, il reste à détruire les institutions du mariage et de la famille pour les remplacer par une vie communautaire.

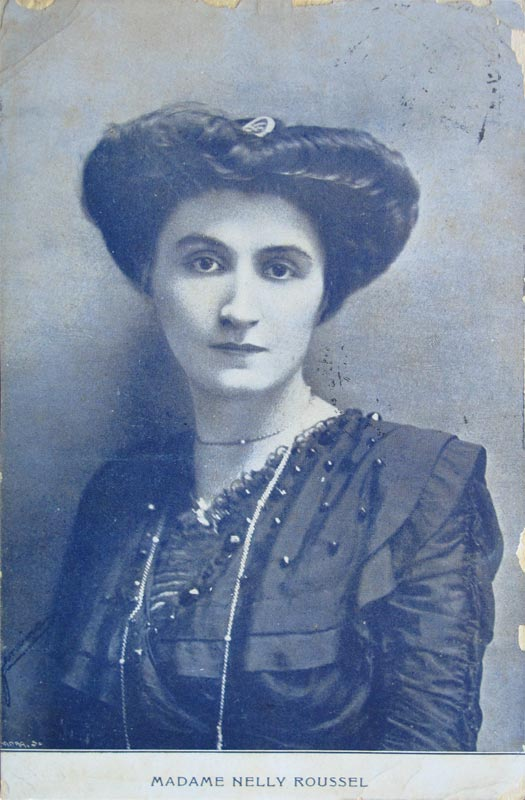
Nelly Roussel en 1911.

Pelletier défend le droit à l'avortement mais se fait violemment critiquer pour ses idées au sein de la SFIO et par les néo-malthusiens qu'elle côtoie. La liberté des femmes passe par une éducation sexuelle complète, une liberté sexuelle égale à celle des hommes, et le droit de disposer de son corps. Avec Nelly Roussel, elle souligne l'importance de l'éducation sexuelle des jeunes filles.
La manière dont elle s'habille montre également ses idées : elle a des cheveux courts et s'habille comme un homme, sans demander la permission de travestissement nécessaire auprès de la préfecture de police. Pour elle, la virilisation, en passant par le costume et le chapeau masculin, est le gage de l’émancipation de la femme . Pour l'historienne Christine Bard, « elle a une conscience de sexe tout en refusant - et en méprisant - le genre féminin ». Son féminisme est intrinsèquement subversif, sciemment transgressif, notamment dans sa revendication du droit à l'autodéfense et à la militarisation des femmes, revendication qu'elle met en pratique en adoptant le port du revolver.
Refusant les relations hétérosexuelles ou homosexuelles, elle défend une virginité militante, position marginale dans le mouvement féministe, qu'elle partage avec sa consœur Arria Ly. Elle voit dans la maternité la cause de l’infériorité de la femme. Contre le mariage et l'amour libre, elle soutient le célibat ainsi que l’égalité intégrale de la femme et l’avortement. Elle critique sévèrement ce qu'elle appelle le « féminisme en dentelles », ces féministes qui osent le décolleté comme une forme de libération, en le jugeant avilissant pour les femmes. Elle explique « je montrerai les miens [les seins] dès que les hommes commenceront à s'habiller avec une sorte de pantalon qui montre leur… ». Radicale, voire violente, dans l'expression de ses idées, elle est déçue par la majorité des féministes qui lui paraissent trop timorées.

### Socialisme

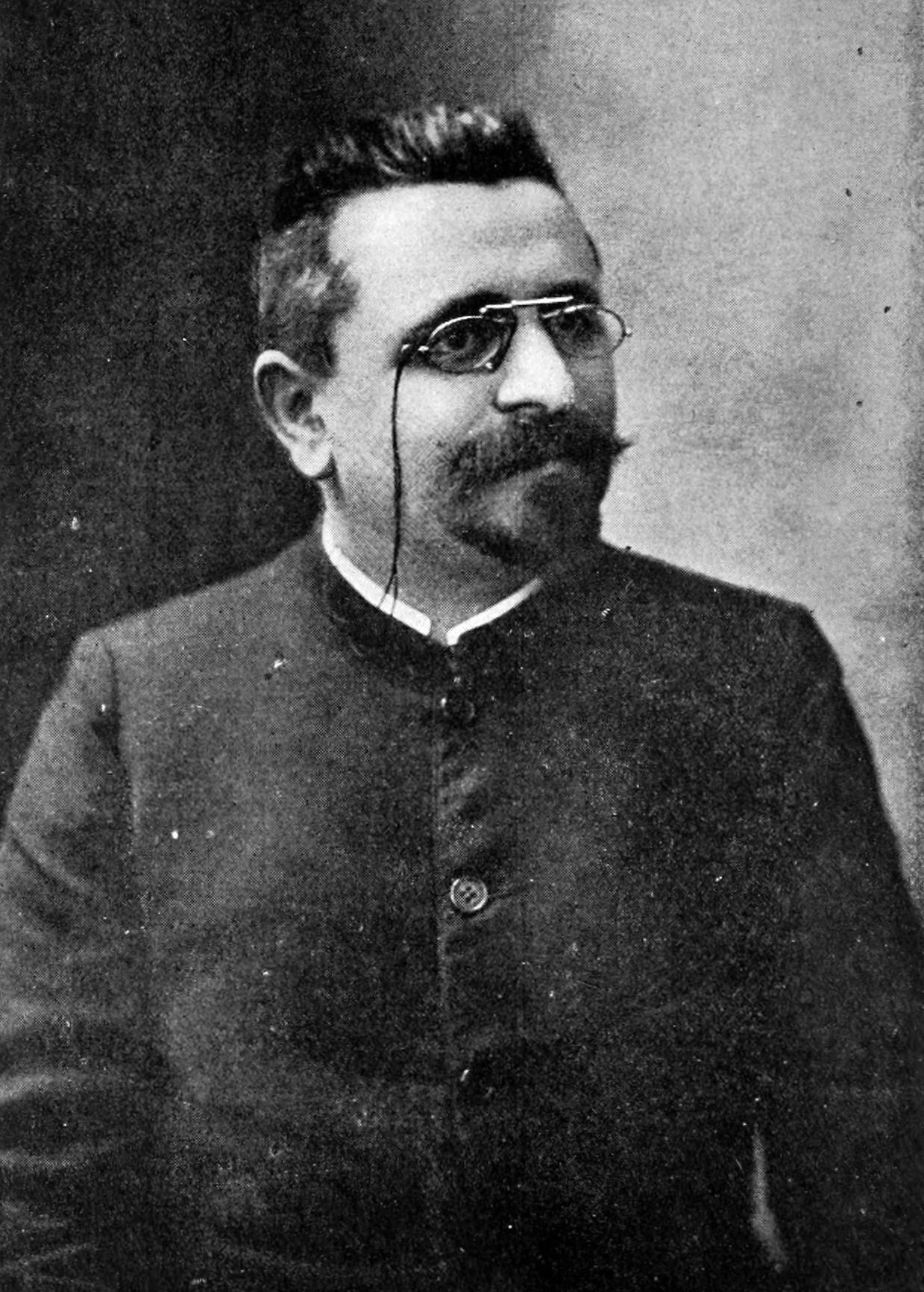
Gustave Hervé.

En 1906, elle devient membre de la SFIO où elle essaie de faire entendre sa voix féministe. Ainsi en novembre de cette année, elle propose au congrès du parti une résolution sur le vote des femmes qui est adoptée à l'unanimité moins six voix. Cependant après ce qui semble une victoire, rien ne bouge et le parti ne fait rien pour proposer une loi donnant le droit de vote aux femmes. Elle montre le même souhait d'action violente au sein de la SFIO qu'au sein du mouvement féministe et défend, dans un article du journal La Guerre sociale, l'usage de l'attentat contre des soutiens du capitalisme. Elle est un membre éminent du courant hervéiste et envisage l'action politique comme une antichambre de la guerre civile. En effet, elle considère la République comme un leurre masquant la perpétuation de l'asservissement de la classe ouvrière. Celle-ci pour se libérer doit préparer la révolution et le collectivisme.

### Néo-malthusianisme
Au sein de la SFIO, Madeleine Pelletier découvre le néo-malthusianisme. La limitation des naissances est vue comme un moyen pour les prolétaires de ne plus vivre dans la misère et de permettre à leurs enfants de recevoir une meilleure éducation. Le journal La Guerre sociale dans lequel elle écrit ouvre ses colonnes à ce mouvement mais le dédain porté contre les femmes qui refusent les relations sexuelles la heurte, elle qui défend un « célibat militant ». Son intérêt pour cette théorie se concrétise par l'écriture de textes dont celui intitulé Le Droit à l'avortement publié dans la revue Le Malthusien en septembre 1911.

### Franc-maçonnerie

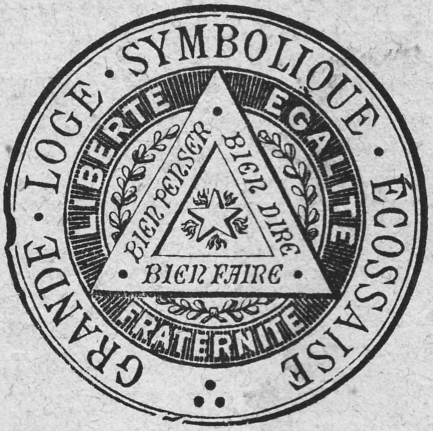
Sceau de la Grande Loge symbolique écossaise.

En 1904, elle demande son admission comme franc-maçonne à la loge no 3 Philosophie sociale, loge appartenant à la Grande Loge symbolique écossaise (GLSE) et ouverte aux femmes,. Pour elle, il s’agit d’une école d’initiation politique où, encadrées par des intellectuels et des libres penseurs, les femmes pourraient faire leur éducation idéologique. Dès qu’elle est initiée, elle organise une campagne dans les milieux maçonniques en vue d’ouvrir aux femmes les loges maçonniques.
En septembre 1904, elle convainc Louise Michel d'adhérer à sa loge maçonnique et dans son élan, elle organise une conférence avec cette dernière dont le thème est l'admission des femmes. Ce prosélytisme pour féminiser la franc-maçonnerie rencontre de très vives oppositions car les femmes sont suspectées d’attachement à la religion et à la réaction. De même, son activisme en faveur de la liberté des femmes en matière d'avortement et de contraception suscite des désaccords avec sa loge. Elle devient, dès 1906, secrétaire de la GLSE. S'opposant à un frère, elle est obligée de quitter la loge Philosophie sociale et entre alors dans la loge Diderot. Elle s'investit dans le mouvement et siège à la commission du Bulletin hebdomadaire des travaux de la maçonnerie. Elle devient la première femme à tenir un tel rôle dans une association de francs-maçons où sont aussi présentes des loges refusant les femmes. Elle écrit aussi pour la revue maçonnique L'Acacia.
Affiliée aussi à la loge La nouvelle Jérusalem, elle reste à Diderot dont elle devient vénérable maître en 1905. En 1906, à la suite d'une violente querelle interne au sein de La nouvelle Jérusalem, elle est suspendue un mois de cette loge. Comme elle est soutenue par de nombreuses loges, La nouvelle Jérusalem quitte la GLSE et rejoint la Grande Loge de France en excluant toutes les femmes de ses rangs,. Alors qu'elle cherchait à ouvrir la franc-maçonnerie aux femmes, cet incident a l'effet inverse. Les obédiences historiques s'en prennent aux loges mixtes et leur demandent de ne plus participer au bulletin. Madeleine Pelletier s'oppose avec virulence à cette proposition qui est finalement abandonnée. Le Grand Orient de France et la Grande Loge de France se mettent alors d'accord pour arrêter la publication du bulletin. Ils recréent peu après un nouveau bulletin mais sans que les loges mixtes puissent y participer.
En 1907, elle est exclue de la GLSE mais elle reste vénérable maître de la loge Stuart Mills que la GLSE avait admise en 1906 pour remplacer La nouvelle Jérusalem. Stuart Mills devient indépendante peu après. Bien que rejetée par la GLSE, elle ne quitte pas la franc-maçonnerie et adhère après guerre au Droit humain, obédience mixte fondée par Maria Deraismes. En 1937, elle adhère au groupement fraternel des maçons pacifistes intégraux Mundia.

## Opinions
La pensée de Pelletier s'élabore avant la Première Guerre mondiale et varie peu par la suite, bien que les écrits de Sigmund Freud et d'Alexandra Kollontaï l'approfondissent. Matérialiste, elle suppose un lien étroit entre la pensée individuelle et la société. Les interactions sociales forment la psychologie des individus qui en retour font évoluer la société. La morale n'est plus transcendante mais est liée aux exigences de la classe sociale de la personne. En particulier les ouvriers doivent se regrouper et combattre l'individualisme bourgeois sans se laisser aveugler par les notions de patrie ou de nation qui sont des principes bourgeois. Pour atteindre la satisfaction individuelle, elle juge que la classe ouvrière n'a d'autre choix que la révolution et elle écrit dans Justice sociale en 1913 : « Tous ou presque tous les progrès sociaux ont été l'œuvre des révolutions ». Pour conduire cette révolution, et d'une manière plus générale pour diriger au mieux la société, il faut un homme de génie, un guide qui dépasse la médiocrité générale de la population. Cette société née de la révolution prolétarienne sera collectiviste mais n'amènera pas aussitôt la société parfaite. La révolution n'est que le commencement de la métamorphose de la société et non son accomplissement.
Elle pense que seule une « avant-garde éclairée » peut réaliser ses aspirations. Ainsi, elle estime que « la force du féminisme est dans l'élite intellectuelle de la nation : un groupe d'hommes et de femmes qui, instruits, cultivés, au courant de toutes les questions qui agitent le monde, ont su se libérer des préjugés séculaires ». Selon elle, « la classe ouvrière sera la dernière à venir au féminisme ».
Pour elle, le féminisme doit apparaître pour les femmes comme une évidence, une priorité avant tout autre combat. Aussi écrit-elle, en 1909, « Libertaires, socialistes, syndicalistes, pacifistes, les femmes sont un peu tout cela, alors qu'elles feraient mieux de n'être que féministes, et de l'être sérieusement  ».

## Publications

### Livres
Madeleine Pelletier écrit plusieurs livres sur le sujet des droits de la femme : La Femme en lutte pour ses droits (1908), L'Émancipation sexuelle de la femme (1911), Le Droit à l'avortement (1913) et L'Éducation féministe des filles (1914). Elle produit aussi des essais politiques : Idéologie d'hier : Dieu, la morale, la patrie (1910), Philosophie sociale, les opinions, les partis, les classes et Justice sociale, tous deux en 1913.
Parmi ses autres ouvrages majeurs figure Mon voyage aventureux en Russie communiste qui raconte son voyage illégal en Russie soviétique en 1921. Le texte, publié d'abord dans la revue La Voix de la Femme, est édité comme un livre en 1922. En 1926, elle commence à écrire des romans utopiens, et en 1933 elle écrit une autobiographie, La Femme vierge.

### Publications féministes et politiques
Elle est également l'autrice de nombreuses publications féministes et politiques :
- L’Admission des femmes dans la Franc-maçonnerie, 1905.
- L'Idéal maçonnique, L'Acacia, mars 1906, texte intégral sur Gallica.
- Le Féminisme et ses militantes, Les documents du progrès, juillet 1909, Lire en ligne.
- La Prétendue infériorité psychophysiologique des femmes, La Revue socialiste, janvier 1908, texte intégral.
- La question du vote des femmes, 1909.
- Une seule morale pour les deux sexes, La suffragiste, 1910, Lire en ligne.
- Avortement et dépopulation, La suffragiste, mai 1911, Lire en ligne.
- Justice sociale, Giard et Brière, 1913, texte intégral sur Gallica.
- Le Droit à l’avortement, Éditions du Malthusien, 1913. Texte intégral sur Wikisource
- L’anti - féminisme de M. Clemenceau, La Suffragiste, mai 1913 Lire en ligne.
- Dieu, la morale, la patrie, Giard, 1916.
- In anima vili ou un crime scientifique, L’Idée libre, 1920.
- Le célibat, État supérieur, imprimerie Caennaise, 1923 Lire en ligne.
- Supérieur, drame des classes sociales en cinq actes, Lorulot, 1923.
- L’Âme existe-t-elle ?, La Brochure mensuelle, n°24 A, décembre 1924, Gallica, [lire en ligne].
- La Morale et la loi, 1926.
- L’Émancipation sexuelle de la femme, Paris, Groupe de propagande par la brochure, 1926.
- De la prostitution, L'Anarchie, La Publication mensuelle, novembre 1928, notice.
- Capitalisme et communisme, Nice, 1926.
- L’État éducateur, 1931.
- La guerre est-elle naturelle ? Le droit au travail pour la femme, La Brochure mensuelle, 1931.
- Une vie nouvelle, 1932.
- La Rationalisation sexuelle, Paris, 1935.

### Récits autobiographiques
- Un long manuscrit Mémoires d’une féministe a été confié par Madeleine Pelletier en avril 1933 à la féministe Marie-Louise Bouglé. Mais les archives de cette dernière ont été mises en péril avec son propre décès en 1936. Une société de sauvegarde s’est formée mais ce n'est que 10 ans plus tard que ces documents ont pu rejoindre la Bibliothèque historique de la Ville de Paris. L’inventaire n'a débuté qu'en 1980.
- Un journal de guerre dactylographié, copie d'un original perdu, est conservé à la bibliothèque Marguerite-Durand, à Paris .
- Un récit autobiographique de son enfance, dicté par Madeleine Pelletier six jours avant sa mort à l’asile à son amie Hélène Brion, institutrice féministe et pacifiste, nous est parvenu[35].

En 2024, l’historienne Christine Bard publie aux éditions Gallimard sous le titre Mémoires d’une féministe intégrale ces trois textes autobiographiques de Madeleine Pelletier jusqu'alors inédits.

## Hommage et postérité

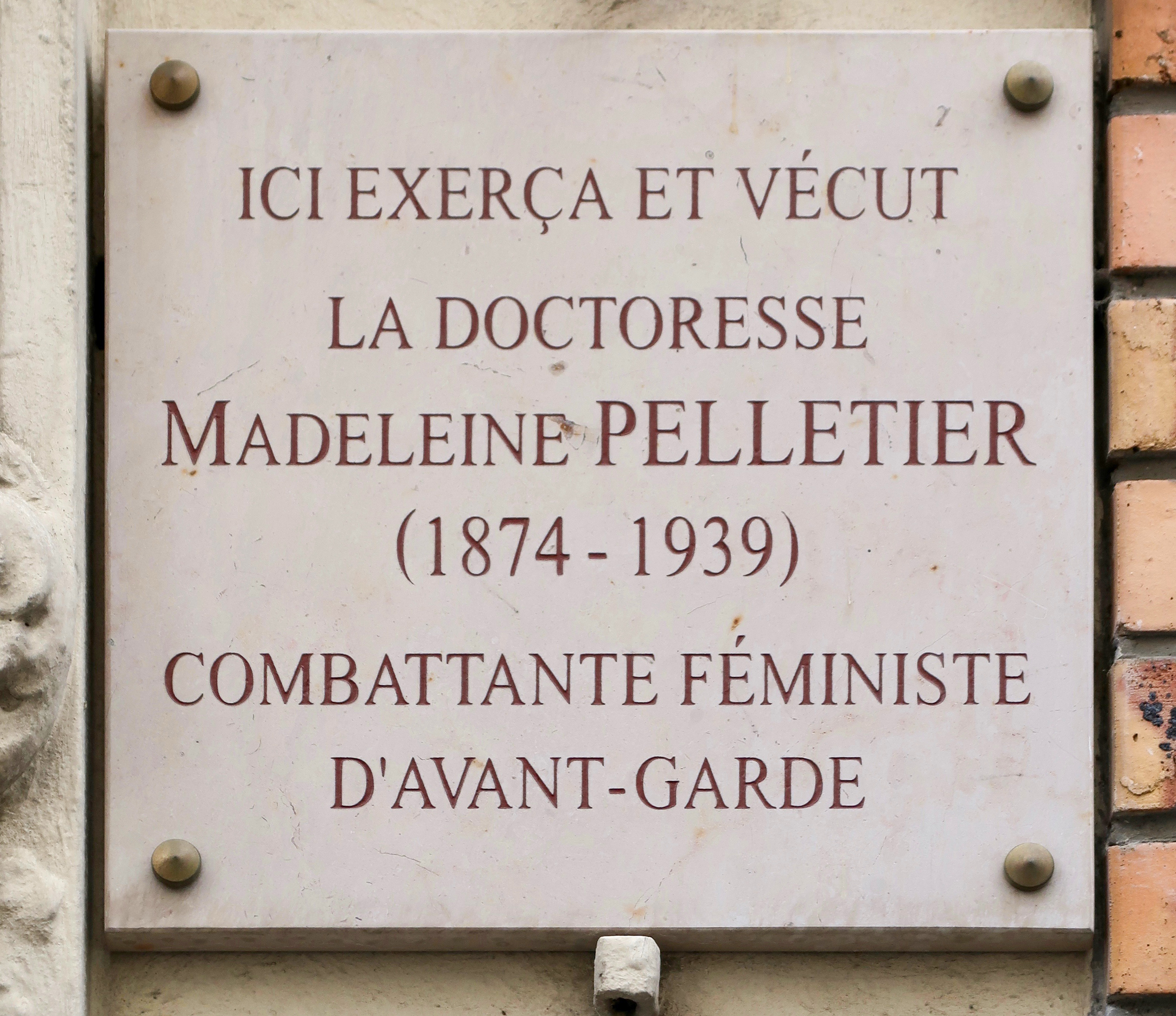
Plaque 80-82 rue de Gergovie (Paris).

En 1992 et 1993, une biographie et un colloque marquent l’intérêt pour cette pionnière du féminisme.
En 2011, les copropriétaires du 80-82, rue de Gergovie (14e arrondissement de Paris), réunis en assemblée générale, acceptent la pose d’une plaque sur la façade de leur immeuble à la mémoire de Madeleine Pelletier. Elle est dévoilée le 8 mars 2012,.
Une rue de Poitiers, près du Centre hospitalier universitaire, porte le nom de Madeleine Pelletier.
En 2019, le conseil municipal du 13e arrondissement et le Conseil de Paris décident de donner son nom à une nouvelle voie. Le nouveau passage Madeleine-Pelletier est aménagé en esplanade au centre d'une grande opération d'urbanisme autour des tours Duo, de Jean Nouvel, et de l'hôtel industriel de Dominique Perrault. À terme, la station de métro provisoirement appelée Masséna-Bruneseau débouchera sur le nouvel espace public, dans le cadre de la ligne 10 prolongée.
À Épinay-sur-Orge, lieu de son décès, une rue porte son nom dans le nouveau quartier de la Croix-Ronde.
Le 6 mars 2020, Roberte la Rousse réalise une performance de cyberféminisme cherchant à faire visualiser les réseaux autour de Madeleine Pelletier à partir d'articles de Wikipédia.